# ベンゾトリフルオリド
ベンゾトリフルオリド（Benzotrifluoride）は化学式C6H5CF3で表される有機化合物である。トリフルオロトルエン（Trifluorotoluene）とも呼ばれる。フルオロカーボンの一種であり、無色透明の液体。
有機合成における溶媒、あるいは殺虫剤や医薬品の前駆体として主に利用されている。

## 合成法
実験室スケールでは、ハロゲン化アリールとトリフルオロヨードメタンを銅触媒下でカップリングさせることにより合成できる。
ArX  +  CF3I   →   Ar-CF3  +  CuXI   (X = I, Br, Cl)
巨大なスケールでは、ベンゾトリクロリドにフッ化水素を加圧下で処理することにより得られる。
C6H5CCl3  +  3 HF   →   C6H5CF3   +   3 HCl

## 利用法

### 溶媒としての利用
ベンゾトリフルオリドは、通常溶媒にジクロロメタンを用いるようなアシル化、トシル化、シリル化の代替溶媒としての利用ができる。ジクロロメタンとベンゾトリフルオリドの比誘電率はそれぞれ9.04と9.18とよく似た値を示し、近い溶媒効果を与えることが予想される。ジクロロメタンの代替溶媒としてベンゾトリフルオリドを用いる利点は、その比較的高い沸点にある（ジクロロメタンは40℃、ベンゾトリフルオリドは102℃）。

### 合成中間体としての利用
ベンゾトリフルオリド誘導体である3-(トリフルオロメチル)アニリンは、除草剤のフルオメツロンの前駆体である。ベンゾトリフルオリドのニトロ化からの還元反応により3-(トリフルオロメチル)アニリン生成し、尿素と反応させてフルオメツロンを得る。
骨格筋弛緩剤である、フルキサメタミド（(6-[4-(トリフルオロメチル)]フェニル)モルホリン-3-オン）はベンゾトリフルオリドより合成される。